# Probabilité algorithmique
En théorie algorithmique de l'information, la probabilité algorithmique, aussi connue comme probabilité de Solomonoff, est une méthode permettant d’assigner une probabilité à une observation donnée. Il a été inventé par Ray Solomonoff dans les années 1960. Elle est utilisée dans la théorie de l'inférence inductive et dans l'analyse des algorithmes. En particulier, dans sa thèorie de l'induction, Solomonoff utilise une telle formulation pour exprimer la probabilité a priori dans la formule de Bayes.
Dans le formalisme mathématique utilisé, les observations se présentent sous la forme de chaînes binaires finies et l'a priori universel est une distribution de probabilité sur l'ensemble des chaînes binaires finies. Cet a priori est universel dans au sens de théorie de la calculabilité, c'est-à-dire qu'aucune chaîne n'a une probabilité nulle. Ce n'est pas calculable, mais on peut en faire une approximation.

## Principe général
À partir d'un ensemble de données issues d'un phénomène étudié, la probabilité algorithmique vise à déterminer la manière de sélectionner l'hypothèse la plus probable de sa cause parmi toutes les hypothèses possibles et la manière d'évaluer les différentes hypothèses. Par suite, il s'agit de pouvoir prédire les données futures et mesurer la probabilité que cette prévision soit correcte.
Les quatre principales sources d'inspiration de Solomonoff étaient le rasoir d'Ockham, la thèse de la pluralité des mondes d'Épicure, les machines de Turing universelles et la formule de Bayes.
Solomonoff a inventé le concept de probabilité algorithmique avec son théorème d'invariance associé vers 1960 et le publia dans un rapport . Il a clarifié ces idées plus en détail en 1964 dans deux articles,.